# Jason Seed
Jason Thomas Alexander Seed (Ottawa, 27 gennaio 1992) è un hockeista su ghiaccio canadese naturalizzato italiano, milita come difensore nell'Hockey Club Bolzano, squadra della ICE Hockey League, e nella Nazionale italiana.

## Carriera

### Nazionale
In possesso del passaporto italiano e maturate due stagioni consecutive in una squadra di club italiana, necessarie per vestire la maglia azzurra, Seed ricevette la prima convocazione con il Blue Team il 25 ottobre 2023, in occasione del Tamás Sárközy Memorial Tournament disputatosi a Budapest il successivo mese di novembre. L'esordio avvenne il 9 novembre nel match inaugurale vinto 1-0 contro la Slovenia.
Siglò la sua prima rete il 23 aprile 2024 nell'amichevole persa 6-5 con l'Ungheria in preparazione ai Mondiali di Iª Divisione - Gruppo A di Bolzano,
a cui prese parte fra il 28 aprile e il 4 maggio 2024. La competizione si concluse con il terzo posto degli Azzurri.

## Palmarès

### Club
- FFHG Division 1: 1

Briançon: 2018-2019
- Campionato italiano: 1

Cortina: 2022-2023
- Supercoppa italiana: 1

Cortina: 2023

### Giovanili
- Memorial Cup: 1

Saint John Sea Dogs: 2010-2011
- Quebec Major Junior Hockey League: 1

Saint John Sea Dogs: 2010-2011, 2011-2012
- Maritime Junior Hockey League: 1

Summerside Western Capitals: 2012-2013

### Individuale
- Maggior numero di assist per un difensore della Polska Hokej Liga: 1

2020-2021 (17 assist), 2021-2022 (28 assist)
- Maggior numero di punti per un difensore della Polska Hokej Liga: 1

2021-2022 (29 punti)
- Maggior numero di reti per un difensore della Serie A: 1

2023-2024 (1 rete)